# 铜山区
铜山区，原铜山县，是中國江苏省徐州市的一个市辖区，邻接安徽省、山东省。区域总面积为2035平方公里。區人民政府駐铜山街道府前路1號。
秦置彭城县；元入徐州；清雍正十一年（1733年）析徐州直隶州置铜山县，以县东北境有铜山而得名，但铜山现在已经沦入湖中；2010年9月撤县设区。

## 行政区划
铜山区下辖11个街道办事处、18个镇：
三河尖街道、张双楼街道、垞城街道、张集街道、大彭镇、利国街道、电厂街道、拾屯街道、铜山街道、沿湖街道、新区街道、三堡街道、何桥镇、黄集镇、马坡镇、郑集镇、柳新镇、刘集镇、汉王镇、棠张镇、张集镇、房村镇、伊庄镇、单集镇、利国镇、徐庄镇、大许镇、茅村镇、柳泉镇和徐州高新技术产业开发区。

## 人口
2020年末，第七次全国人口普查銅山區戶籍人口1327538人。